# Mike Grim
Mike Grim (Zaanstad, 7 september 1996) is een Nederlands voetballer die als doelman speelt. Hij is een zoon van oud-doelman en huidig trainer Fred Grim.

## Loopbaan
Grim begon bij HVV Hollandia en speelde in de jeugdopleiding van AZ en AFC Ajax. In het seizoen 2014/15 zat hij tweemaal op de bank als reservedoelman bij Jong Ajax in de Eerste divisie. Hierna speelde Grim drie seizoenen bij Almere City waar hij als derde of vierde doelman fungeerde in de Eerste divisie. In het seizoen 2018/19 speelde hij 25 duels voor Jong Almere City dat uit de Tweede divisie degradeerde. Hij maakte in 2019 de overstap naar V.V. IJsselmeervogels dat eveneens in de Tweede divisie uitkwam. Na enkele weken werd hij echter door RKC Waalwijk gecontracteerd als derde doelman in de Eredivisie. Grim maakte op 28 oktober 2020 zijn profdebuut voor RKC Waalwijk in het toernooi om de KNVB beker 2020/21 in de thuiswedstrijd tegen SC Cambuur. Hij werd door zijn vader trainer Fred Grim in de basisopstelling gezet, kreeg twee doelpunten tegen maar RKC wist met 2-2 toch een verlenging te halen. In de penaltyserie verloor Grim echter met zijn ploeg.